# Prionapteryx endoleuca
Prionapteryx endoleuca là một loài bướm đêm trong họ Crambidae.